# IC 2117
IC 2117 ist ein Emissionsnebel im Sternbild Dorado. Das Objekt wurde im Jahre 1901 von Williamina Fleming entdeckt.